# 釈迦堂遺跡群
座標: 北緯35度38分42.2秒 東経138度42分55.1秒 / 北緯35.645056度 東経138.715306度

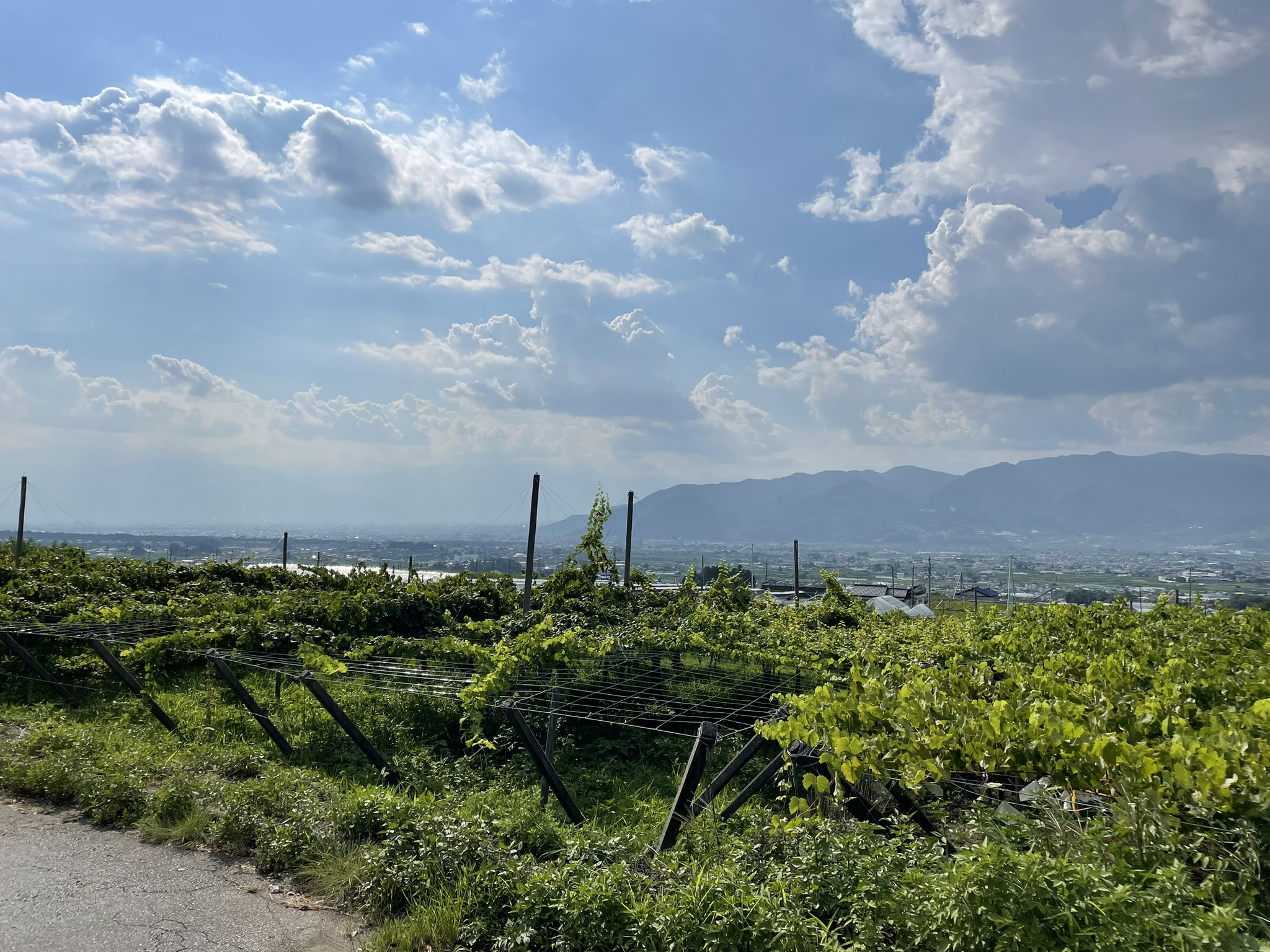
釈迦堂遺跡群が発見された場所

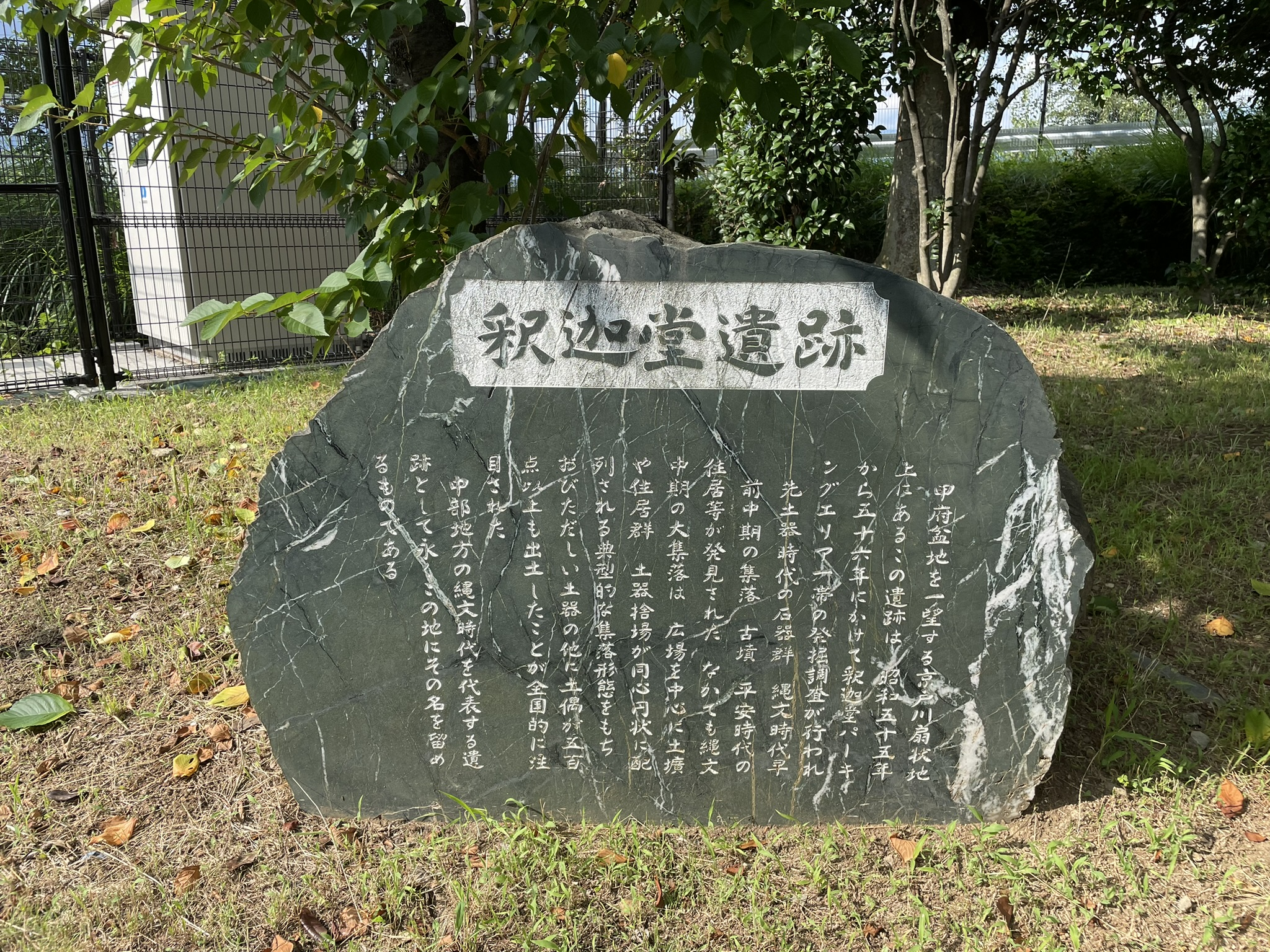
釈迦堂パーキングエリア（上り線）内の石碑

釈迦堂遺跡群（しゃかどういせきぐん）は、山梨県笛吹市・甲州市にある縄文時代早期から平安時代にかけての遺構を含む複合遺跡。

## 概要
甲府盆地東部、京戸川扇状地の扇央地に位置し、範囲は南北450メートルにわたる。標高は450メートル前後。1980年（昭和55年）から翌年にかけて中央自動車道の工事に関連して山梨県教育委員会による発掘調査が行われ、多数の縄文時代の竪穴建物跡や1,000点以上におよぶ土偶などが出土した。
遺跡は谷や尾根によって、塚越北A（主として縄文後期）・塚越北B（同縄文前期－後期）・釈迦堂（同奈良期）・三口神平（同縄文前期－中期）・野呂原（同縄文中期）の5つの地区に分けられ、それぞれから住居などの遺構や出土遺物が発見されている。それぞれの地区の状況を比較することで縄文時代の集落の移動の様子が分かる点でも重要である。

## 出土遺物
出土遺物において土偶は1,116個体を数え、同一遺跡群からの土偶の出土数としては青森県の三内丸山遺跡に次ぐ多さである。土偶は大半が縄文時代中期のもので、数量の多さに加え、いずれも一部に意図的な破壊が認められるなど、出土状況の明らかな点で学術的に貴重なものである。
塚越北A地区の縄文早期の層からはハマグリ破片が出土している。これは2008年時点で山梨県における最古の海産物資料と評価されているが、食用の生貝ではなく装飾品など貝製品として持ち込まれたとも考えられている。
1,116個の土偶は1988年に一括して国の重要文化財に指定された。その他の出土品のうち、縄文時代の土器・土製品（3,410点）、石器・石製品（915点）などが2005年に重要文化財に追加指定されている。これらの出土品は釈迦堂遺跡博物館に保存・展示されている。